# Australide
Australide ist eine nicht mehr gebräuchliche anthropologische Sammelbezeichnung für die Ureinwohner Australiens sowie manchmal melanesische und Negrito-Bevölkerungen.

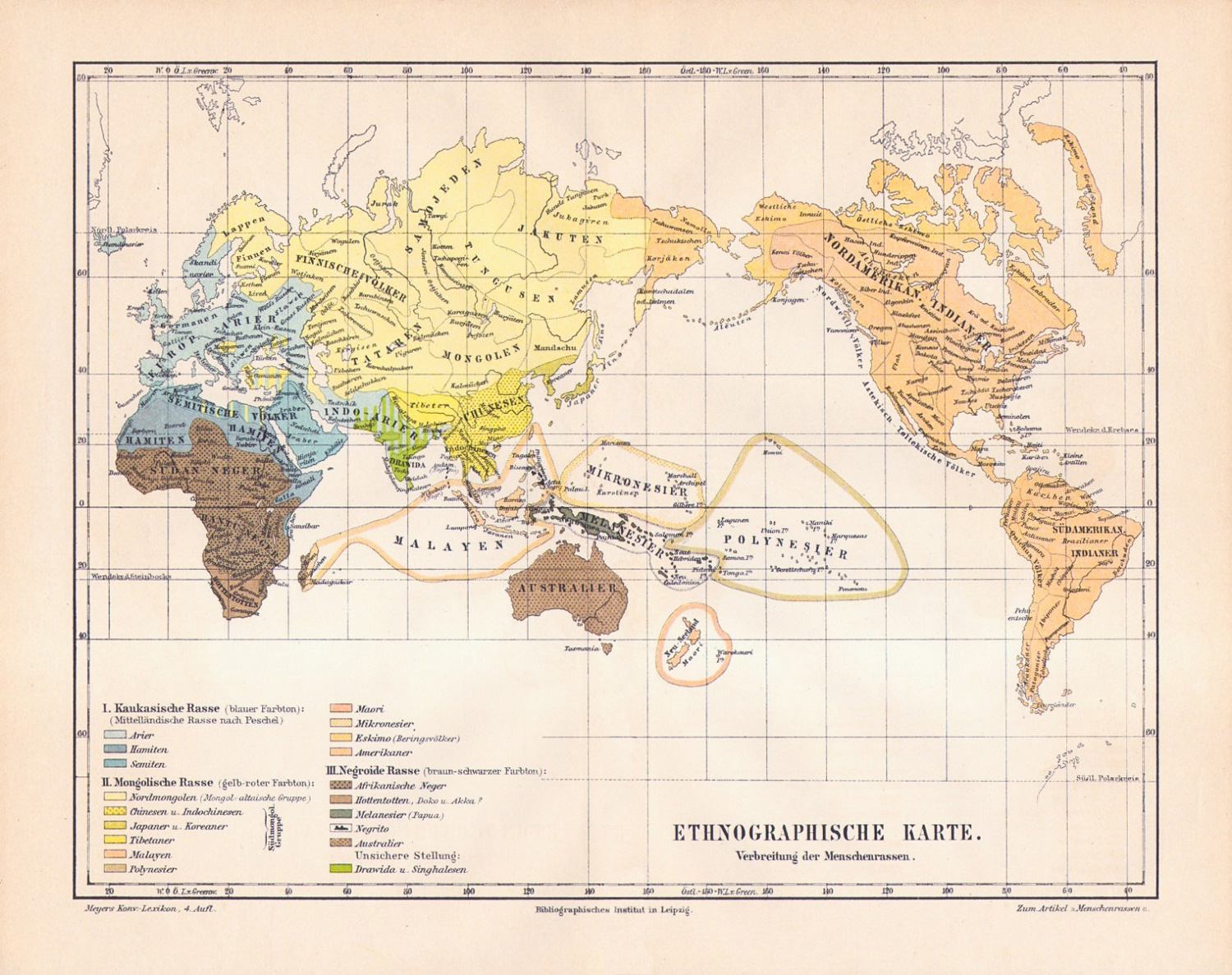
Verbreitung der australiden Rasse, hier als Untergruppe der „Negriden“, Meyers Konversationslexikon (1885–1892)

Australide waren nach veralteter Rassenkunde schwer zuzuordnen. Sie wurden anfangs zu den Negriden gezählt, zum Teil als eigenständige Großrasse geführt und später den Mongoliden zugeordnet. Diese Klassifizierungen erfolgten mehr oder weniger willkürlich anhand (augenfälliger) gemeinsamer Merkmale, von denen man annahm, sie belegten einen gemeinsamen Ursprung oder eine genetische Verwandtschaft.

## Rassensystematische Untergliederung
Die Australiden wurden nach der Rassensystematik – die bis über die Mitte des 20. Jahrhunderts hinaus gebräuchlich war – in verschiedene „Kleinrassen“ untergliedert, deren Abgrenzung natürlich noch weitaus problematischer ist als die der drei „Großrassen“. Trotz der enormen Datenmengen über diverse körperliche Merkmale, die zur Rassenbestimmung zusammengetragen wurden, blieb die Beurteilung immer subjektiv, eurozentrisch und so dermaßen künstlich konstruiert, dass die Ergebnisse den vorher formulierten Erwartungen entsprachen.
Auch die folgenden Bezeichnungen solcher angeblicher „Kleinrassen“, die etwa von dem Botaniker Heinrich Walter 1976 oder im Buch Die Rassen der Menschheit noch 1989 verwendet wurden, sind heute weitestgehend aus der Literatur verschwunden:
- Australide (Australien)
- Melaneside (Melanesien)
- Negritide (Andamanen, Malaysia, Philippinen)